# 中国人民解放军第3209工厂
中国人民解放军第3209工厂，即北京金盾印刷厂，是一家直属中央军委后勤保障部的印刷企业，位于北京市海淀区翠微路22号。北京金盾印刷厂是国家新闻出版署认定的国家书刊印刷定点企业。
印刷厂成立于1949年8月1日，起初位于上海。1955年6月，厂址迁至北京市禄米仓。1965年4月，印刷厂被命名为中国人民解放军第三二○九工厂，列入全军企业化管理序列。此后，3209工厂两次搬迁，于1968年10月定址北京市海淀区翠微路22号。1997年1月，印刷厂以北京金盾印刷厂为名注册，同时保留原有代号。北京金盾印刷厂原直属中国人民解放军总后勤部司令部，军改后直属中央军委后勤保障部。